# Josephine Wu
Pour les articles homonymes, voir Wu.
Josephine Wu, née le 20 janvier 1995 à Edmonton, est une joueuse de badminton canadienne.

## Carrière
Elle remporte aux Championnats panaméricains de badminton la médaille d'or en double dames en 2016 et 2017, la médaille d'or en double mixte en 2018 et 2019, la médaille d'or en équipe mixte en 2016, 2017 et 2019, la médaille d'argent en double dames en 2018 et 2019 et la médaille d'argent en double mixte en 2016.
Elle est médaillée d'or du double mixte aux Jeux panaméricains de 2019 à Lima.